# El genio
El genio o Un genio, dos compadres y un pollo (Un genio, due compari, un pollo) es una película de 1975 dirigida por Damiano Damiani, con Sergio Leone como productor y segundo director.
Es una comedia, con tintes serios, ambientada en el oeste americano, dentro del subgénero del spaghetti western.

## Argumento
Joe Thanks (Terence Hill), Locomotora Bill (Robert Charlebois) y Jelly, tres ladrones que persiguen un mismo objetivo, planean robar la caja fuerte de Fort Granby donde se guardan los 300.000 dólares que el Mayor Trevees debía entregar a los indios de la reserva.
Joe convence a su socio Locomotora para que se haga pasar por el asesinado coronel Pembroke y se apodere de los 300.000 dólares, que después repartirán. Pero su sorpresa es mayúscula cuando al llegar allí descubre que Jelly se le había adelantado. El Mayor Treeves entra también en el juego haciendo una emboscada al falso coronel Pembroke. Todos son ladrones, y como no hay para todos, cada cual roba a su socio.

## Reparto
- Terence Hill como Joe Thanks.
- Miou-Miou como Lucy
- Robert Charleboiscomo Bill.
- Patrick McGoohan como Cabot.
- Klaus Kinski como Doc Foster.
- Raimund Harmstorf como el sargento Milton.
- Piero Vida como Jacky Roll
- Rik Battaglia como el capitán
- Mario Pilar como el colono Thomas
- Friedrich von Ledebur como don Felipe
- Mario Brega como el conductor de la diligencia
- Jean Martin como el coronel Pembroke
- Miriam Mahler como la hija de Pembroke
- Benito Stefanelli como Mortimer
- Pietro Torrisi
- Clara Colosimo como la rufiana.
- Fernando Cerulli como el marido de la rufiana.
- Roy Bosier como Jeremy
- Renato Baldini como el sheriff
- Lina Franchi como Mary Gomez
- Mario Valgoi como Thomas
- Gerard Boucaron como un ciudadano
- Elio Angelucci como Brothel
- Furio Meniconi
- Carla Casola
- Vittorio Fancfoni
- Armando Bottin
- Bonnie Miles